# Callipseustes curvilinea
Callipseustes curvilinea är en fjärilsart som beskrevs av Paul Dognin 1910. Callipseustes curvilinea ingår i släktet Callipseustes och familjen mätare. Inga underarter finns listade i Catalogue of Life.